# Bliźniacza Studnia
Bliźniacza Studnia – jaskinia w Dolinie Małej Łąki w Tatrach Zachodnich. Ma dwa otwory wejściowe znajdujące się w Wyżniej Świstówce niedaleko wejścia do Jaskini Śnieżnej na wysokości 1795 metrów n.p.m. Długość jaskini wynosi 80 metrów, a jej deniwelacja około 45 metrów.

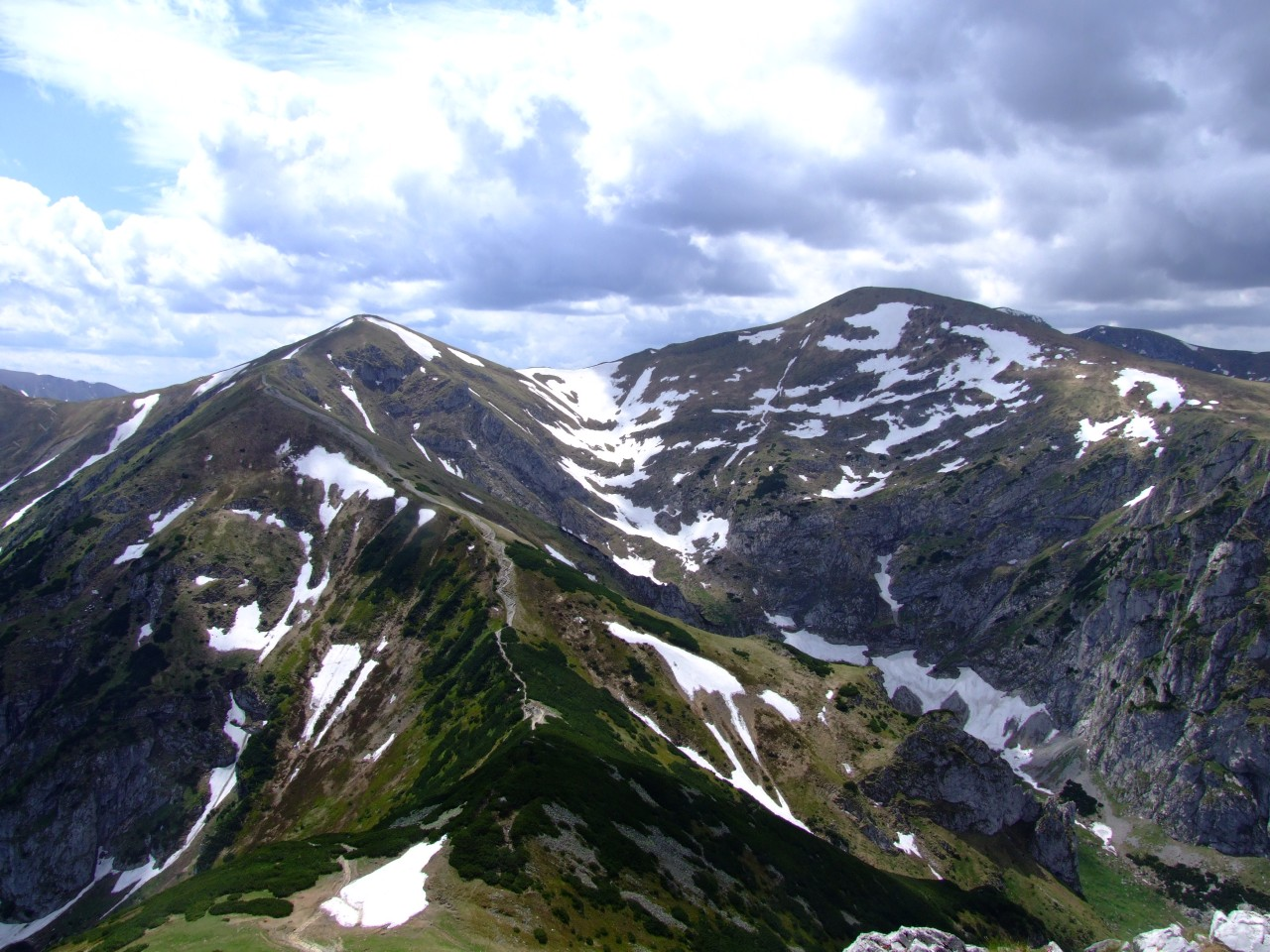
Kopa Kondracka i Małołączniak, pomiędzy nimi Wyżnia Świstówka

## Opis jaskini
Nazwa jaskini wzięła się stąd, że stanowią ją dwie pionowe studnie (jedna większa, druga mniejsza) położone obok siebie. Każda z nich ma własny otwór wejściowy. Studnie łączą się ze sobą na głębokości 8 metrów, natomiast na głębokości 20–30 metrów znajduje się zawalisko, z którego odchodzi w górę równoległy do obu studni kominek. W jaskini jest jeszcze spora salka do której wejście znajduje się we wschodniej ścianie większej studni.

## Przyroda
W większej studni cały rok leży gruby płat śnieżno-lodowy. Nie pozwala on dostać się do partii niżej położonych. Roślinność (paprocie, mchy, glony i porosty) występuje do głębokości 9 metrów w głąb studni. 

## Historia odkryć
Choć otwory jaskini znane były od dawna juhasom z Doliny Małej Łąki pierwsi zwiedzili ją grotołazi zakopiańscy w 1959 roku.
W 1981 roku do zawaliska na dnie jaskini zeszli grotołazi wrocławscy.
23 sierpnia 1992 roku Maciej Tomaszek z STJ KW Kraków korzystając z bardzo niskiego poziomu lodu zdołał zjechać na głębokość około −45 metrów. Niestety nie udało mu się skartować nowo odkrytych partii, gdyż podczas kolejnej wizyty był znacznie wyższy poziom lodu.